# Gribehne
Gribe(h)ne (Grubene, Grobene, Cyprene, Grebene, Gröben) ist eine spätmittelalterliche Wüstung und ein heute noch gebräuchlicher Flurname für ein Gebiet ca. 2 km nördlich vor Calbe in Sachsen-Anhalt. Im 12. Jahrhundert war das Gebiet Sitz des Ministerialengeschlechtes der späteren Familie von Groeben.

## Erste Erwähnung

In der Gribehner Flur

1161 wurde der erzbischöfliche Ministeriale Arnold von Grubene als Zeuge in einer Tauschurkunde Erzbischof Wichmanns von Seeburg genannt. Derselbe Erzbischof schenkte 1168 dem Stiftskloster Gottes Gnade bei Calbe einen nahe bei Grobene (Gribehne) gelegenen Weinberg. (Eine solche Örtlichkeit wäre wohl der als Mägdesprung bezeichnete Hügel links an der Saale.) Als einer der Zeugen trat wiederum Arnold von Grobene (andere Schreibweise als 1161) auf.
1181 verkaufte Heinrich von Grebene an das Stiftskloster „Gottes Gnade“ 9 Hufen Land (in Calbe 1 Hufe = 30 Morgen) in Grizehne (ca. 1,5 km östlich von Gribehne, heute: Calbe-Ost).

## Spätmittelalter
Als die Magdeburger, Calbenser und Altmärker Erzbischof Dietrich von Portitz mit Mannschaften unterstützten, um seine Landfriedensordnung von 1363 mit Waffengewalt durchzusetzen, fiel 1367 in der Schlacht an der Fuhse im Braunschweigischen neben anderen auch Heinrich von Gribehne, und Klaus von Bismarck, ein Vorfahre Ottos von Bismarck, wurde gefangen genommen.

## Wüstung

Einer der Gribehner Teiche

Im 16. Jahrhundert war Gribehne eine der 12 Wüstungen um Calbe, die in die Feldmark der Stadt eingingen.

## Flurname
Als Flurname existiert Gribehne bis heute fort.
Als im 19. Jahrhundert eine Reihe von Braunkohlen-Schächten bei Calbe entstanden, die aber aus technischen Gründen bald wieder aufgegeben wurden, bildeten sich auf den eingestürzten Stollen in der Gribehner Flur kleine Gewässer, die Gribehner Teiche genannt werden.